# Senador Firmino
Pour les articles homonymes, voir Senador.
Senador Firmino est une municipalité brésilienne de l'État du Minas Gerais et la microrégion d'Ubá.